# Morti nel 1905
| Questa pagina contiene informazioni ricavate automaticamente dalle voci biografiche con l'ausilio del template Bio e di un bot. L'aggiornamento è periodico e automatico e ricostruisce completamente la pagina. Se manca una persona in questa lista, sei pregato di non aggiungerla, ma accertati piuttosto che la sua voce biografica contenga il template Bio e che i dati anagrafici siano correttamente compilati. Se il template Bio manca, inseriscilo tu stesso o, in alternativa, metti l'avviso {{tmp\|Bio}} che ne segnala la mancanza. Se i dati riportati sono sbagliati, correggi direttamente la voce biografica; le modifiche saranno visibili in questa lista entro pochi giorni. Per chiarimenti vedi il progetto biografie. La lista contiene solo le 436 persone che sono citate nell'enciclopedia e per le quali è stato implementato correttamente il template Bio. Pagina aggiornata al 18 ago 2025. |

## Gennaio(48)
- 1º gennaio - Mabel Cahill, tennista irlandese (n. 1863)
- 1º gennaio - Benoît-Marie Langénieux, cardinale e arcivescovo cattolico francese (n. 1824)
- 1º gennaio - Valentin Paquay, francescano belga (n. 1828)
- 2 gennaio - Cosimo Burali-Forti, compositore e pittore italiano (n. 1834)
- 3 gennaio - Tommaso Gallarati Scotti, II principe di Molfetta, giornalista, patriota e principe italiano (n. 1819)
- 3 gennaio - Michele Sambiase Sanseverino, militare, dirigente d'azienda e politico italiano (n. 1823)
- 4 gennaio - Paul-Pierre Henry, ottico e astronomo francese (n. 1848)
- 4 gennaio - Henry Varnum Poor, avvocato e imprenditore statunitense (n. 1812)
- 4 gennaio - Theodore Thomas, violinista e direttore d'orchestra statunitense (n. 1835)
- 5 gennaio - Adele Capuzzo Dolcetta, matematica, educatrice e insegnante italiana (n. 1857)
- 5 gennaio - John Plimmer, politico neozelandese (n. 1812)
- 6 gennaio - Belle Cole, contralto statunitense
- 6 gennaio - José Maria Gabriel y Galán, poeta spagnolo (n. 1870)
- 6 gennaio - George Van Cleaf, pallanuotista e nuotatore statunitense (n. 1879)
- 7 gennaio - Paul Cérésole, politico svizzero (n. 1832)
- 8 gennaio - Josip Belušić, inventore austro-ungarico (n. 1847)
- 9 gennaio - Louise Michel, anarchica, insegnante e scrittrice francese (n. 1830)
- 10 gennaio - Kārlis Baumanis, compositore lettone (n. 1835)
- 11 gennaio - Domenico Tripepi, politico italiano (n. 1852)
- 12 gennaio - James Mason, scacchista irlandese (n. 1849)
- 13 gennaio - Teodorico Bonacci, politico italiano (n. 1838)
- 13 gennaio - Giovanni Battista Valle, compositore di scacchi e pittore italiano (n. 1843)
- 13 gennaio - Alessandro di Lippe, principe tedesco (n. 1831)
- 14 gennaio - Ernst Abbe, ottico, fisico e astronomo tedesco (n. 1840)
- 15 gennaio - Gustav Ludwig, storico dell'arte, fotografo e medico tedesco (n. 1854)
- 17 gennaio - Goffredo di Crollalanza, genealogista, giornalista e araldista italiano (n. 1855)
- 17 gennaio - Carlo Petri, politico italiano (n. 1823)
- 17 gennaio - Carolina di Reuss-Greiz, principessa tedesca (n. 1884)
- 18 gennaio - Edward Henry Corbould, pittore britannico (n. 1815)
- 18 gennaio - Hermann Lingg, poeta e romanziere tedesco (n. 1820)
- 18 gennaio - Erminio Pescatori, patriota e giornalista italiano (n. 1836)
- 19 gennaio - George Henry Boughton, pittore e scrittore statunitense (n. 1833)
- 20 gennaio - Gyula Szapáry, politico ungherese (n. 1832)
- 21 gennaio - Ercole Roselli, matematico, filosofo e rivoluzionario italiano (n. 1818)
- 22 gennaio - Carlo Cesarini, politico italiano (n. 1827)
- 23 gennaio - Antonio Ronzon, letterato e storico italiano (n. 1848)
- 24 gennaio - Giovanni Battista Ceschi a Santa Croce, nobile italiano (n. 1827)
- 24 gennaio - Carl Neuber, presbitero tedesco (n. 1841)
- 24 gennaio - Ludovico Piavi, patriarca cattolico italiano (n. 1833)
- 25 gennaio - Joseph von Schork, arcivescovo cattolico tedesco (n. 1829)
- 27 gennaio - Paul Haenlein, ingegnere tedesco (n. 1835)
- 29 gennaio - Diego Angioletti, generale e politico italiano (n. 1822)
- 29 gennaio - Filip Hristić, politico e diplomatico serbo (n. 1819)
- 30 gennaio - Alberto Capilupi de' Grado, ingegnere e politico italiano (n. 1848)
- 30 gennaio - Hermann David Salomon Corrodi, pittore italiano (n. 1844)
- 31 gennaio - José Reyes, musicista e compositore dominicano (n. 1836)
- 31 gennaio - Pantaleon Szyndler, pittore polacco (n. 1846)
- 31 gennaio - François Willème, pittore, scultore e fotografo francese (n. 1830)

## Febbraio(46)
- 1º febbraio - Oswald Achenbach, pittore tedesco (n. 1827)
- 1º febbraio - Ippolito Malaguzzi Valeri, archivista, paleografo e storico italiano (n. 1857)
- 2 febbraio - Robert Eitner, musicologo tedesco (n. 1832)
- 2 febbraio - Henri Germain, banchiere e politico francese (n. 1824)
- 2 febbraio - Loco, condottiero nativo americano
- 3 febbraio - Adolf Bastian, etnologo tedesco (n. 1826)
- 4 febbraio - Louis-Ernest Barrias, scultore francese (n. 1841)
- 5 febbraio - Antoine-Alphonse Chassepot, inventore francese (n. 1833)
- 5 febbraio - Lizardo Montero, politico peruviano (n. 1832)
- 6 febbraio - Timoteo Bertelli, presbitero e matematico italiano (n. 1826)
- 6 febbraio - Wilhelmine Bonzel, religiosa tedesca (n. 1830)
- 6 febbraio - Eduard Richter, geografo austriaco (n. 1847)
- 7 febbraio - Andrea Carlo Agostino Del Santo, ammiraglio e politico italiano (n. 1830)
- 9 febbraio - Leone Fontana, avvocato, bibliografo e politico italiano (n. 1836)
- 9 febbraio - Adolph von Menzel, pittore tedesco (n. 1815)
- 9 febbraio - Frederick Octavius Pickard-Cambridge, presbitero e aracnologo inglese (n. 1860)
- 11 febbraio - Otto Erich Hartleben, poeta, drammaturgo e scrittore tedesco (n. 1864)
- 11 febbraio - Frank Mahan, cestista statunitense (n. 1867)
- 11 febbraio - Richard Sadebeck, micologo e botanico tedesco (n. 1839)
- 12 febbraio - Pietro Bonanno, politico italiano (n. 1863)
- 12 febbraio - Edward Dannreuther, pianista e musicologo tedesco (n. 1844)
- 12 febbraio - Kristo Negovani, religioso e scrittore albanese (n. 1875)
- 13 febbraio - Konstantin Apollonovič Savickij, pittore russo (n. 1844)
- 14 febbraio - Alpheus Spring Packard, entomologo e paleontologo statunitense (n. 1839)
- 15 febbraio - Teresa Helena Higginson, mistica britannica (n. 1844)
- 15 febbraio - Lew Wallace, scrittore, politico e generale statunitense (n. 1827)
- 16 febbraio - Cesare Dell'Acqua, pittore e illustratore italiano (n. 1821)
- 16 febbraio - Luigi Premi, ingegnere e patriota italiano (n. 1838)
- 16 febbraio - Leonardo Tommasi, magistrato e politico italiano (n. 1832)
- 17 febbraio - Sergej Aleksandrovič Romanov, nobile russo (n. 1857)
- 19 febbraio - Rosa Maltoni, insegnante italiana (n. 1858)
- 20 febbraio - Henri Louis Frédéric de Saussure, mineralogista e entomologo svizzero (n. 1829)
- 21 febbraio - Massimo Bonardi, politico italiano (n. 1850)
- 21 febbraio - James Carnegie, IX conte di Southesk, nobile britannico (n. 1827)
- 25 febbraio - Cesare Cerruti, politico italiano (n. 1820)
- 25 febbraio - Edward Cooper, politico statunitense (n. 1824)
- 25 febbraio - William Martin, velista francese (n. 1828)
- 25 febbraio - Albert Benjamin Prescott, chimico statunitense (n. 1832)
- 26 febbraio - Guy Boothby, scrittore australiano (n. 1867)
- 26 febbraio - Martin Gosselin, diplomatico inglese (n. 1847)
- 26 febbraio - Thomas Wemyss Reid, editore e biografo inglese (n. 1842)
- 26 febbraio - Marcel Schwob, scrittore francese (n. 1867)
- 27 febbraio - Louis Pandellé, entomologo francese (n. 1824)
- 28 febbraio - Alfonso Garovaglio, archeologo italiano (n. 1820)
- 28 febbraio - Clément Juglar, medico e statistico francese (n. 1819)
- 28 febbraio - Costantino Parravano, compositore italiano (n. 1841)

## Marzo(34)
- 1º marzo - Eugène Guillaume, scultore e critico d'arte francese (n. 1822)
- 2 marzo - Gaston Legrand, tiratore a volo francese (n. 1851)
- 6 marzo - Augusto Conti, filosofo italiano (n. 1822)
- 6 marzo - Makar Ekmalyan, compositore armeno (n. 1856)
- 7 marzo - Ján Francisci-Rimavský, poeta, scrittore e traduttore slovacco (n. 1822)
- 7 marzo - Leopoldo Maggi, biologo, zoologo e geologo italiano (n. 1840)
- 9 marzo - Nikolai Anderson, linguista e filologo tedesco (n. 1845)
- 12 marzo - Dmitrij Petrovič Dochturov, generale russo (n. 1838)
- 12 marzo - Alfred Henry Hook, militare britannico (n. 1850)
- 12 marzo - Rudolf von Alt, pittore e incisore austriaco (n. 1812)
- 14 marzo - Alessandro Martini, imprenditore italiano (n. 1834)
- 14 marzo - Henry Paget, V marchese di Anglesey, nobile britannico (n. 1875)
- 15 marzo - Luigi Manzotti, coreografo e mimo italiano (n. 1835)
- 15 marzo - Meyer Guggenheim, imprenditore statunitense (n. 1828)
- 15 marzo - Amalie Skram, scrittrice norvegese (n. 1846)
- 17 marzo - Christapor Mikaelian, rivoluzionario armeno (n. 1859)
- 17 marzo - Juan Nepomuceno Zegrí y Moreno, presbitero spagnolo (n. 1831)
- 18 marzo - Lodovico Ceriana Mayneri, diplomatico, agricoltore e politico italiano (n. 1857)
- 19 marzo - Julius Neßler, chimico tedesco (n. 1827)
- 20 marzo - Abele Damiani, patriota e politico italiano (n. 1835)
- 20 marzo - Antonin Proust, giornalista e politico francese (n. 1832)
- 23 marzo - Henri Parinaud, oculista e neurologo francese (n. 1844)
- 23 marzo - Odoardo Tabacchi, scultore italiano (n. 1831)
- 24 marzo - Pietro Tacchini, astronomo, astrofisico e meteorologo italiano (n. 1838)
- 24 marzo - Jules Verne, scrittore francese (n. 1828)
- 25 marzo - Matteo Schilizzi, imprenditore e filantropo italiano (n. 1858)
- 25 marzo - Constantin von Waldburg-Zeil, nobile e politico tedesco (n. 1839)
- 26 marzo - Maurice Barrymore, attore teatrale e pugile britannico (n. 1847)
- 27 marzo - Heranush Arshagyan, poetessa e romanziera armena (n. 1887)
- 27 marzo - Emanuele Lolli, politico italiano (n. 1819)
- 28 marzo - Győző Czigler, architetto ungherese (n. 1850)
- 30 marzo - Georg Meissner, anatomista e fisiologo tedesco (n. 1829)
- 31 marzo - Jacques François Édouard Hervieux, pediatra e ginecologo francese (n. 1818)
- 31 marzo - Clemente Maraini, ingegnere svizzero (n. 1838)

## Aprile(39)
- 2 aprile - Gustave Delahante, imprenditore francese (n. 1816)
- 3 aprile - Luigi Antonio Baruffaldi, politico e avvocato italiano (n. 1820)
- 4 aprile - Constantin Meunier, pittore e scultore belga (n. 1831)
- 5 aprile - Enrico Cravero, imprenditore italiano (n. 1836)
- 6 aprile - Samuel LaVoice, pistard statunitense (n. 1882)
- 7 aprile - Maria Assunta Pallotta, religiosa italiana (n. 1878)
- 8 aprile - Giuseppe Gerbaix de Sonnaz, politico italiano (n. 1828)
- 8 aprile - Sarah Elisabeth Goode, inventrice statunitense (n. 1855)
- 8 aprile - Josip Juraj Strossmayer, vescovo cattolico croato (n. 1815)
- 9 aprile - Mariana da Fonseca, filantropa e politica brasiliana (n. 1826)
- 9 aprile - Frederic Thesiger, II barone Chelmsford, generale britannico (n. 1827)
- 11 aprile - Beaumont Jarrett, calciatore inglese (n. 1855)
- 12 aprile - Giuseppe Gariboldi, flautista, compositore e direttore d'orchestra italiano (n. 1833)
- 13 aprile - Emil Cohen, mineralogista tedesco (n. 1842)
- 13 aprile - Charles Renard, militare, ingegnere e inventore francese (n. 1847)
- 13 aprile - Enrico Stelluti Scala, politico e poeta italiano (n. 1852)
- 13 aprile - Enrico Carlo di Borbone-Parma, principe italiano (n. 1851)
- 14 aprile - Robert Kells, militare inglese (n. 1832)
- 14 aprile - Marie Guérin, monaca cristiana francese (n. 1870)
- 14 aprile - Otto Wilhelm von Struve, astronomo russo (n. 1819)
- 15 aprile - Tom Brindle, calciatore inglese (n. 1861)
- 15 aprile - Antonio Pellegrini, politico italiano (n. 1843)
- 15 aprile - Augusto Piccini, chimico italiano (n. 1854)
- 17 aprile - William Trost Richards, pittore statunitense (n. 1833)
- 18 aprile - Fitzhugh Lee, politico statunitense (n. 1835)
- 18 aprile - Enoch Sontonga, compositore sudafricano
- 18 aprile - Juan Valera, scrittore spagnolo (n. 1824)
- 21 aprile - Meyer Kayserling, storico e rabbino tedesco (n. 1829)
- 21 aprile - Orville Platt, politico statunitense (n. 1827)
- 23 aprile - Joseph Jefferson, attore e attore teatrale statunitense (n. 1829)
- 23 aprile - Karl Komzák, compositore e direttore d'orchestra ceco (n. 1850)
- 26 aprile - Wilhelm von Bossi-Fedrigotti, avvocato e politico austriaco (n. 1823)
- 27 aprile - Jacob Krall, egittologo austriaco (n. 1857)
- 28 aprile - Andrea Aiuti, cardinale e arcivescovo cattolico italiano (n. 1849)
- 29 aprile - Ignacio Cervantes, compositore cubano (n. 1847)
- 29 aprile - Charles Cordier, scultore francese (n. 1827)
- 29 aprile - Edmund Beckett, I barone Grimthorpe, avvocato e architetto inglese (n. 1816)
- 30 aprile - Charles Moore, botanico britannico (n. 1820)
- 30 aprile - Carlo Torretta, generale italiano (n. 1834)

## Maggio(24)
- 5 maggio - Annibale Boni, politico e generale italiano (n. 1824)
- 5 maggio - Evaristo de Chirico, ingegnere italiano (n. 1841)
- 5 maggio - José Ramón Fernández de Luanco, letterato spagnolo (n. 1825)
- 5 maggio - Teresa Cibele Legnazzi, patriota italiana (n. 1829)
- 5 maggio - Ernst Pauer, pianista, compositore e docente austriaco (n. 1826)
- 6 maggio - Olinto Barsanti, avvocato e politico italiano (n. 1836)
- 7 maggio - Leo Petritsch, alpinista, speleologo e economista austriaco (n. 1876)
- 7 maggio - Victor Wolf von Glanvell, alpinista, insegnante e scrittore austriaco (n. 1871)
- 8 maggio - Washington Duke, imprenditore e filantropo statunitense (n. 1820)
- 11 maggio - Zeffirino Namuncurá, religioso argentino (n. 1886)
- 13 maggio - Hiram Cronk, militare statunitense (n. 1800)
- 14 maggio - Federico Delpino, botanico italiano (n. 1833)
- 15 maggio - Giuseppe De Dominicis, poeta italiano (n. 1869)
- 16 maggio - Giovanni Battista Adriani, archeologo, storico e numismatico italiano (n. 1823)
- 18 maggio - Fortunato Mizzi, politico maltese (n. 1844)
- 19 maggio - François Marie Leroy, presbitero francese (n. 1828)
- 23 maggio - Ivan Platonovič Kaljaev, rivoluzionario e giornalista russo (n. 1877)
- 23 maggio - Mary Livermore, giornalista e attivista statunitense (n. 1820)
- 24 maggio - Dmitrij Gustanovič von Fölkersam, ammiraglio russo (n. 1846)
- 24 maggio - Alessandro Pascolato, avvocato, politico e scrittore italiano (n. 1841)
- 25 maggio - Maxime Lisbonne, militare e giornalista francese (n. 1839)
- 29 maggio - Ernesto Cianciolo, politico e avvocato italiano (n. 1856)
- 29 maggio - Francisco Silvela, politico spagnolo (n. 1843)
- 30 maggio - Carlo Corsi, generale, scrittore e storico italiano (n. 1826)

## Giugno(40)
- 1º giugno - Giuseppe Cozza-Luzi, religioso e filologo italiano (n. 1837)
- 1º giugno - Heinrich Lahmann, medico tedesco (n. 1860)
- 1º giugno - Giovanni Battista Scalabrini, vescovo cattolico italiano (n. 1839)
- 3 giugno - Eugenio Fabi, patriota e militare italiano (n. 1838)
- 4 giugno - Alessandro Fè d'Ostiani, politico e diplomatico italiano (n. 1825)
- 5 giugno - Maria Margherita Szewczyk, religiosa polacca (n. 1828)
- 7 giugno - Il Biondin, brigante italiano (n. 1871)
- 7 giugno - Adolfo Mussafia, filologo e glottologo italiano (n. 1835)
- 8 giugno - Leopoldo di Hohenzollern-Sigmaringen, principe (n. 1835)
- 9 giugno - Serfiraz Hanim, principessa abcasa (n. 1837)
- 9 giugno - Giovanni Battista Schellino, architetto italiano (n. 1818)
- 10 giugno - Friedrich Heinrich Suso Denifle, storico e presbitero austriaco (n. 1844)
- 10 giugno - Antonio Palermo, avvocato, poeta e politico italiano (n. 1832)
- 11 giugno - Filippo Vivanet, architetto, archeologo e scrittore italiano (n. 1836)
- 12 giugno - Ettore De Champs, compositore e pianista italiano (n. 1835)
- 13 giugno - Theodōros Dīligiannīs, politico greco (n. 1820)
- 13 giugno - Giuseppe Carlo Luigi d'Asburgo-Lorena, generale (n. 1833)
- 14 giugno - Johannes von Mikulicz-Radecki, chirurgo austriaco (n. 1850)
- 14 giugno - Tippu Tip, mercante tanzaniano (n. 1837)
- 15 giugno - Carl Wernicke, psichiatra e neurologo tedesco (n. 1848)
- 15 giugno - Hermann Wissmann, esploratore tedesco (n. 1853)
- 16 giugno - Nathaniel Meyer von Rothschild, collezionista d'arte e filantropo austriaco (n. 1836)
- 17 giugno - Máximo Gómez, generale e politico dominicano (n. 1836)
- 17 giugno - Alois Riegl, storico dell'arte austriaco (n. 1858)
- 18 giugno - Per Teodor Cleve, chimico e geologo svedese (n. 1840)
- 18 giugno - Carmine Crocco, brigante italiano (n. 1830)
- 19 giugno - Ippolito De Cristofaro, politico italiano (n. 1843)
- 21 giugno - Juan Lindolfo Cuestas, politico uruguaiano (n. 1837)
- 22 giugno - Francis Lubbock, politico statunitense (n. 1815)
- 23 giugno - William Thomas Blanford, geologo e naturalista inglese (n. 1832)
- 23 giugno - Arthur Ford Mackenzie, compositore di scacchi giamaicano (n. 1861)
- 24 giugno - Kazimierz Kelles-Krauz, filosofo polacco (n. 1872)
- 25 giugno - Augustus Gregory, esploratore inglese (n. 1819)
- 26 giugno - Francesco Ortore, politico italiano (n. 1846)
- 26 giugno - Franz Camille Overbeck, teologo tedesco (n. 1837)
- 26 giugno - Alfredo Tartarini, decoratore italiano (n. 1845)
- 27 giugno - Ippolit Giljarovskij, militare russo (n. 1865)
- 27 giugno - Harold Mahony, tennista irlandese (n. 1867)
- 27 giugno - Grigorij Nikitič Vakulenčuk, marinaio ucraino (n. 1877)
- 28 giugno - Pavel Pavlovič Šuvalov, nobile e ufficiale russo (n. 1859)

## Luglio(23)
- 1º luglio - John Hay, politico, diplomatico e giornalista statunitense (n. 1838)
- 2 luglio - Giovanni Camerana, poeta, critico d'arte e magistrato italiano (n. 1845)
- 4 luglio - Fernando Franzolini, medico italiano (n. 1840)
- 4 luglio - Élisée Reclus, geografo e anarchico francese (n. 1830)
- 4 luglio - Vincenzo Tittoni, politico italiano (n. 1828)
- 5 luglio - Stefano Galletti, scultore italiano (n. 1832)
- 6 luglio - Francesco Carega, politico e agronomo italiano (n. 1831)
- 7 luglio - Hermann Nothnagel, medico tedesco (n. 1841)
- 10 luglio - Georges Nagelmackers, imprenditore belga (n. 1845)
- 11 luglio - Muhammad Abduh, giurista, filosofo e teologo egiziano (n. 1849)
- 11 luglio - William Muir, orientalista scozzese (n. 1819)
- 15 luglio - Raimundo Fernández Villaverde, politico spagnolo (n. 1848)
- 18 luglio - Ettore Socci, giornalista, politico e scrittore italiano (n. 1846)
- 19 luglio - Bartolomeo Borelli, politico italiano (n. 1829)
- 22 luglio - Juan Pablo Rojas Paúl, politico venezuelano (n. 1826)
- 23 luglio - Jean-Jacques Henner, pittore francese (n. 1829)
- 23 luglio - Daniel Scott Lamont, politico statunitense (n. 1851)
- 24 luglio - Adolf Cluss, architetto tedesco (n. 1825)
- 24 luglio - Francesco Mancini, pittore italiano (n. 1830)
- 24 luglio - Federigo Pizzuti, militare italiano (n. 1828)
- 25 luglio - Şehzade Ahmed Kemaleddin, principe ottomano (n. 1848)
- 26 luglio - Carlo Mezzacapo, generale e patriota italiano (n. 1817)
- 30 luglio - Gioacchino La Lomia, presbitero e missionario italiano (n. 1831)

## Agosto(29)
- 1º agosto - Henrik Sjöberg, altista, lunghista e velocista svedese (n. 1875)
- 3 agosto - Elizabeth Fleischman, scienziata statunitense (n. 1867)
- 3 agosto - Tullo Massarani, scrittore, artista e politico italiano (n. 1826)
- 4 agosto - Giuseppe Ferrari, pittore italiano (n. 1843)
- 4 agosto - Walther Flemming, biologo tedesco (n. 1843)
- 6 agosto - Anton Ažbe, pittore sloveno (n. 1862)
- 7 agosto - Victor Delannoy, vescovo cattolico francese (n. 1824)
- 7 agosto - Jerzy Józef Elizeusz Szembek, arcivescovo cattolico polacco (n. 1851)
- 8 agosto - Bonifacia Rodríguez Castro, religiosa spagnola (n. 1837)
- 9 agosto - Filippo Chiappini, poeta italiano (n. 1836)
- 11 agosto - Wilhelm Oncken, storico tedesco (n. 1838)
- 13 agosto - Arcangelo De Castris, politico italiano (n. 1835)
- 14 agosto - Simeon Solomon, pittore inglese (n. 1840)
- 15 agosto - Arthur Savage, calciatore inglese (n. 1850)
- 16 agosto - Alessio d'Assia-Philippsthal-Barchfeld, nobile (n. 1829)
- 17 agosto - Carisio Ciavarini, archivista e archeologo italiano (n. 1837)
- 18 agosto - Albert Edelfelt, pittore finlandese (n. 1854)
- 19 agosto - William-Adolphe Bouguereau, pittore e docente francese (n. 1825)
- 20 agosto - Franz Reuleaux, ingegnere meccanico tedesco (n. 1829)
- 21 agosto - Mary Mapes Dodge, scrittrice e editrice statunitense (n. 1831)
- 22 agosto - Emanuele Caggiano, scultore italiano (n. 1837)
- 23 agosto - Carlo Ginori, imprenditore e politico italiano (n. 1851)
- 24 agosto - Giuseppe Garneri, politico italiano (n. 1823)
- 24 agosto - Karl Ernst Theodor Schweigger, oculista tedesco (n. 1830)
- 25 agosto - Norman Warne, editore inglese (n. 1868)
- 27 agosto - Amalia Filippina di Borbone-Spagna, nobile spagnola (n. 1834)
- 29 agosto - Carlo Palomba, avvocato e politico italiano (n. 1830)
- 30 agosto - Grgo Martić, presbitero e scrittore bosniaco (n. 1822)
- 31 agosto - Francesco Tamagno, tenore italiano (n. 1850)

## Settembre(32)
- 1º settembre - Corrado Avolio, romanziere e glottologo italiano (n. 1843)
- 1º settembre - Luigi Bolis, tenore italiano (n. 1839)
- 1º settembre - Guglielmo Cappa, ingegnere italiano (n. 1844)
- 1º settembre - Luigi Dei Bei, magistrato e politico italiano (n. 1830)
- 3 settembre - François Pierre Barry, pittore francese (n. 1813)
- 4 settembre - Giulio D'Alì Staiti, imprenditore e politico italiano (n. 1864)
- 4 settembre - William Dean, ingegnere britannico (n. 1840)
- 6 settembre - Morris Bates, calciatore inglese (n. 1864)
- 7 settembre - Raffaele Pierotti, cardinale italiano (n. 1836)
- 9 settembre - Johann Bittner, architetto austriaco (n. 1852)
- 9 settembre - Mirra Lochvickaja, poetessa russa (n. 1869)
- 11 settembre - Jules Arnous de Rivière, scacchista francese (n. 1830)
- 12 settembre - John Rogan, statunitense (n. 1868)
- 13 settembre - René Goblet, politico francese (n. 1828)
- 14 settembre - Odoardo Borrani, pittore italiano (n. 1833)
- 14 settembre - Pietro Savorgnan di Brazzà, esploratore italiano (n. 1852)
- 15 settembre - Pioggia in Faccia, condottiero nativo americano
- 15 settembre - Tamatoa VI, re (n. 1853)
- 16 settembre - Vincenzo Micheli, architetto italiano (n. 1833)
- 17 settembre - Nicola Guglielmo di Nassau, principe olandese (n. 1832)
- 18 settembre - George MacDonald, scrittore e poeta scozzese (n. 1824)
- 19 settembre - Thomas John Barnardo, filantropo irlandese (n. 1845)
- 20 settembre - Giuseppe Grioli, patriota e militare italiano (n. 1825)
- 20 settembre - Vjenceslav Novak, drammaturgo e scrittore croato (n. 1859)
- 21 settembre - Célestine Galli-Marié, mezzosoprano francese (n. 1837)
- 21 settembre - Francisco García Calderón, politico peruviano (n. 1834)
- 21 settembre - Francesco Giuliani di San Lucido, politico italiano (n. 1836)
- 22 settembre - Charles Triplett O'Ferrall, politico statunitense (n. 1840)
- 23 settembre - Giuseppe Sacconi, architetto italiano (n. 1854)
- 23 settembre - Francisco de Paula Victor, presbitero brasiliano (n. 1827)
- 26 settembre - Alexis Douillard, pittore francese (n. 1835)
- 30 settembre - Charles Ephrussi, critico d'arte, storico dell'arte e collezionista d'arte russo (n. 1849)

## Ottobre(37)
- 2 ottobre - DeWitt Bristol Brace, fisico statunitense (n. 1859)
- 4 ottobre - Francesco Bonafede Oddo, patriota e anarchico italiano (n. 1819)
- 4 ottobre - Domenico Carbone-Grio, patriota, giornalista e saggista italiano (n. 1839)
- 4 ottobre - Pier Celestino Gilardi, pittore e scultore italiano (n. 1837)
- 4 ottobre - Andrea Jordán, arcivescovo cattolico italiano (n. 1845)
- 5 ottobre - Giulio Hardouin, I duca di Gallese, nobile e militare francese (n. 1823)
- 6 ottobre - Charles Brown, progettista e imprenditore inglese (n. 1827)
- 6 ottobre - Ferdinand von Richthofen, geografo e geologo tedesco (n. 1833)
- 7 ottobre - Pedro Américo, pittore, scrittore e saggista brasiliano (n. 1843)
- 7 ottobre - Baldassarre Avanzini, giornalista e scrittore italiano (n. 1840)
- 7 ottobre - Jules Bergeret, attivista e militare francese (n. 1830)
- 10 ottobre - Hugh Fortescue, III conte di Fortescue, politico inglese (n. 1818)
- 11 ottobre - Diego Marongiu, giurista, politico e arcivescovo cattolico italiano (n. 1819)
- 13 ottobre - Henry Irving, attore teatrale britannico (n. 1838)
- 14 ottobre - Luciano Nicoletti, italiano (n. 1851)
- 14 ottobre - John Thomas, fotografo gallese (n. 1838)
- 15 ottobre - Michail Ivanovič Dragomirov, generale, insegnante e scrittore russo (n. 1830)
- 15 ottobre - Charles Ellicott, vescovo anglicano e teologo britannico (n. 1819)
- 18 ottobre - Jessie Boucherett, attivista britannica (n. 1825)
- 19 ottobre - Jean-Nicolas Boulay, botanico francese (n. 1837)
- 19 ottobre - Virgil Earp, pistolero statunitense (n. 1843)
- 19 ottobre - Philip Mennell, giornalista e editore inglese (n. 1851)
- 21 ottobre - Hermann Usener, filologo classico tedesco (n. 1834)
- 23 ottobre - Émile Oustalet, ornitologo francese (n. 1844)
- 23 ottobre - Camille de La Forgue de Bellegarde, militare e cavaliere francese (n. 1841)
- 25 ottobre - Antonio Colombano, militare italiano (n. 1833)
- 27 ottobre - Ralph Copeland, astronomo britannico (n. 1837)
- 27 ottobre - Frederick Wollaston Hutton, naturalista e scienziato britannico (n. 1836)
- 28 ottobre - Alphonse Allais, scrittore e umorista francese (n. 1854)
- 28 ottobre - Francesco Pasta, attore italiano (n. 1839)
- 28 ottobre - Giuseppe Scarabelli, geologo, paleontologo e politico italiano (n. 1820)
- 29 ottobre - Pacifico Ceresa, imprenditore e politico italiano (n. 1833)
- 29 ottobre - Étienne Desmarteau, martellista canadese (n. 1873)
- 30 ottobre - Alan Cathcart, III conte Cathcart, nobile e ufficiale scozzese (n. 1828)
- 30 ottobre - Jean Baptiste Louis Pierre, botanico francese (n. 1833)
- 31 ottobre - Nikolaj Ėrnestovič Bauman, rivoluzionario russo (n. 1873)
- 31 ottobre - Andrew Ryan McGill, politico statunitense (n. 1840)

## Novembre(26)
- 1º novembre - Sergej Legat, ballerino russo (n. 1875)
- 1º novembre - Isidore Verheyden, pittore belga (n. 1846)
- 2 novembre - Horace Austin, politico statunitense (n. 1831)
- 2 novembre - Rudolf Albert von Kölliker, anatomista e fisiologo svizzero (n. 1817)
- 4 novembre - Henry Montagu Douglas Scott, I barone Montagu di Beaulieu, politico scozzese (n. 1832)
- 6 novembre - Léon Abry, pittore belga (n. 1857)
- 6 novembre - George Williams, pedagogo britannico (n. 1821)
- 8 novembre - Viktor Ėl'pidiforovič Borisov-Musatov, pittore russo (n. 1870)
- 9 novembre - Emilio Consiglio, poeta, scrittore e giornalista italiano (n. 1841)
- 10 novembre - Alfred Nicolas Rambaud, storico francese (n. 1842)
- 14 novembre - Robert Whitehead, inventore, ingegnere e imprenditore britannico (n. 1823)
- 15 novembre - Georges Charpentier, editore e collezionista d'arte francese (n. 1846)
- 15 novembre - Giovanni Battista Gandino, latinista italiano (n. 1827)
- 15 novembre - Antonio Moscheni, gesuita, missionario e pittore italiano (n. 1854)
- 15 novembre - Ivan Michajlovič Sečenov, fisiologo russo (n. 1829)
- 15 novembre - Max Spohr, editore tedesco (n. 1850)
- 17 novembre - Filippo del Belgio, principe belga (n. 1837)
- 17 novembre - Adolfo di Lussemburgo, sovrano (n. 1817)
- 23 novembre - Otto Stolz, matematico austriaco (n. 1842)
- 25 novembre - Pavel L'vovič Lobko, generale russo (n. 1838)
- 25 novembre - Shomer, romanziere e drammaturgo russo (n. 1849)
- 27 novembre - Giacomo Manuelli, chimico, fisico e ingegnere italiano (n. 1834)
- 30 novembre - Clementine Abel, scrittrice tedesca (n. 1826)
- 30 novembre - Vincenzo Lilla, filosofo, giurista e presbitero italiano (n. 1837)
- 30 novembre - Samuel Lipschütz, scacchista ungherese (n. 1863)
- 30 novembre - Ernst Ziegler, patologo svizzero (n. 1849)

## Dicembre(18)
- 1º dicembre - Amanzia Guérillot, pittrice e scultrice italiana (n. 1828)
- 3 dicembre - Filippo Erba, patriota e militare italiano (n. 1834)
- 4 dicembre - Hans Schmaus, patologo tedesco (n. 1862)
- 6 dicembre - Ferdinando Forino, musicista, violoncellista e compositore italiano (n. 1837)
- 6 dicembre - Henry Fox-Strangways, V conte di Ilchester, nobile e politico inglese (n. 1847)
- 6 dicembre - Viggo Stuckenberg, poeta danese (n. 1863)
- 9 dicembre - Richard Claverhouse Jebb, politico e traduttore scozzese (n. 1841)
- 12 dicembre - William Sharp, scrittore e poeta scozzese (n. 1855)
- 14 dicembre - Heinrich Leutemann, pittore e illustratore tedesco (n. 1824)
- 23 dicembre - Paolo Vagliasindi, nobile, politico e giornalista italiano (n. 1858)
- 24 dicembre - Severino Ferrari, poeta e critico letterario italiano (n. 1856)
- 26 dicembre - Malvina Trotti Mosti Costabili, nobildonna, patriota e filantropa italiana (n. 1818)
- 28 dicembre - Paolo Fortunato Maria De Gruttis, presbitero italiano (n. 1826)
- 28 dicembre - Émile Jean-Fontaine, velista francese (n. 1839)
- 28 dicembre - Si Mohand ou-Mhand, poeta berbero
- 29 dicembre - Vittoria di Mirafiori, nobildonna italiana (n. 1848)
- 30 dicembre - Angiolo Filippi, medico italiano (n. 1836)
- 30 dicembre - Pietro Sassi, pittore italiano (n. 1834)

## Senza giorno specificato(40)
- Thomas Achelis, etnologo e filosofo tedesco (n. 1850)
- Pietro Axerio Piazza, imprenditore e poeta italiano (n. 1827)
- Ernest-Adolphe Bichat, fisico francese (n. 1845)
- Samuel Bing, mercante d'arte e critico d'arte tedesco (n. 1838)
- Raimondo Brenna, politico e giornalista italiano (n. 1833)
- Luigi Caldera, ingegnere meccanico e inventore italiano
- Jean-Denis-Antoine Caucannier, pittore francese (n. 1860)
- Jacques Marie Eugène Godefroy Cavaignac, politico francese (n. 1853)
- Andrea Cherubini, pittore italiano (n. 1833)
- Giorgio Tommaso Cimino, avvocato, librettista e politico italiano (n. 1823)
- Jean-Baptiste Croz, alpinista francese (n. 1828)
- Paul Dubois, scultore francese (n. 1829)
- Ezzat Al Dawla Malikzada Khanoum, principessa persiana
- Maria Velleda Farnè, medico italiana (n. 1852)
- Augusto Franchetti, storico italiano (n. 1840)
- Primo Giudici, scultore italiano (n. 1852)
- Raffaello Giusti, editore e tipografo italiano (n. 1842)
- José-Maria de Hérédia, poeta francese (n. 1842)
- Hugues Imbert, musicologo, critico musicale e scrittore francese (n. 1842)
- Henri-Frédéric Iselin, scultore francese
- Todor Ivančov, politico bulgaro (n. 1858)
- Angelo Mascheroni, pianista, compositore e direttore d'orchestra italiano (n. 1855)
- Domenico Milelli, poeta e scrittore italiano (n. 1841)
- Hermann Nestel, pittore tedesco (n. 1858)
- Jules Oppert, archeologo tedesco (n. 1825)
- Albert Marshman Palmer, direttore teatrale, manager e impresario teatrale statunitense (n. 1838)
- Giuseppe Patricolo, architetto italiano (n. 1834)
- Usta Qənbər Qarabağı, pittore azero
- Judy W. Reed, inventrice statunitense
- Carolina Rosati, ballerina italiana (n. 1826)
- Pasquale Rossi, medico italiano (n. 1867)
- Giacomo Roster, ingegnere e architetto italiano (n. 1837)
- Luigi Ruzzenenti, religioso e archeologo italiano (n. 1838)
- Natale Sanavio, scultore italiano (n. 1827)
- William Sellers, ingegnere statunitense (n. 1824)
- Mary Thomas, sindacalista e attivista danese (n. 1848)
- Juan Antonio Vera Calvo, pittore spagnolo (n. 1825)
- Coriolano Vighi, pittore italiano (n. 1846)
- Alfred Waterhouse, architetto inglese (n. 1830)
- Richard Whateley West, pittore irlandese (n. 1848)